# Hou Sogn (Aalborg Kommune)
 For alternative betydninger, se Hou Sogn. (Se også artikler, som begynder med Hou Sogn)
Hou Sogn er et sogn i Aalborg Nordre Provsti (Aalborg Stift).
Hou Kirke blev opført i 1900 som filialkirke, og Hou blev et kirkedistrikt i Hals Sogn, der hørte til Kær Herred i Ålborg Amt. Hals sognekommune blev ved kommunalreformen i 1970 kernen i Hals Kommune, der ved strukturreformen i 2007 indgik i Aalborg Kommune.
Da kirkedistrikterne blev nedlagt 1. oktober 2010, blev Hou Kirkedistrikt udskilt fra Hals Sogn som det selvstændige Hou Sogn.
I sognet findes følgende autoriserede stednavne:
- Hou (bebyggelse, ejerlav)
- Hou Hede (bebyggelse)
- Hou Nord (bebyggelse)
- Hou Skov (areal)
- Hou Syd (bebyggelse)
- Lagunen (bebyggelse)
- Melholt Rimmer (areal)
- Mikkelmark (bebyggelse)
- Torndal Bæk (vandareal)
- Torndal Mark (bebyggelse)
- Torndal Strand (bebyggelse)
- Torndrup Strand (bebyggelse)